# Stapo
Statspolisen (finska: Valtiollinen poliisi), även kallat Stapo (finska: Valpo),  var en finländsk polismyndighet som existerade 1939 till 1948. Statspolisen bildades och ersatte den tidigare polisorganisationen Detektiva centralpolisen 1938. När Statspolisen lades ned 1948 ersattes den i sin tur av Skyddspolisen.
Statspolisens verksamhet brukar delas in i två distinkta perioder som ibland kallas Stapo I (1939-1944) och Stapo II (1945-1948). Perioden Stapo II kallas även Röda Stapo.

## Röda Stapo
Röda Stapo var en period då statspolisen under den kommunistiske inrikesministern Yrjö Leinos ledning orienterade sig i en helt annan riktning än vad som varit fallet tidigare. Efter att Leino tvingats avgå efter ett misstroendevotum i riksdagen 1948 avvecklades hela Statspolisen då regeringen ansåg att den utvecklats till att istället bli ett hot mot vad den var satt att skydda.